# Sarcostigma paniculata
Sarcostigma paniculata är en tvåhjärtbladig växtart som beskrevs av Jean Baptiste Louis Pierre. Sarcostigma paniculata ingår i släktet Sarcostigma och familjen Icacinaceae. Inga underarter finns listade i Catalogue of Life.